# ألبايلوس
بلدية ألبايلوس (بالإسبانية: Albillos)‏، هي إحدى بلديات مقاطعة برغش، التي تقع في منطقة قشتالة وليون، والتي تقع في شمال غرب إسبانيا.
يبلغ عدد سكانها 163 نسمة وفقاً لإحصائية سنة (2002).